# Ramon Maria Puig i Andreu
Ramon Maria Puig i Andreu (Lleida, 1940) és un arquitecte català que ha destacat entre moltes altres obres per les seves actuacions al centre històric de Lleida.

## Biografia

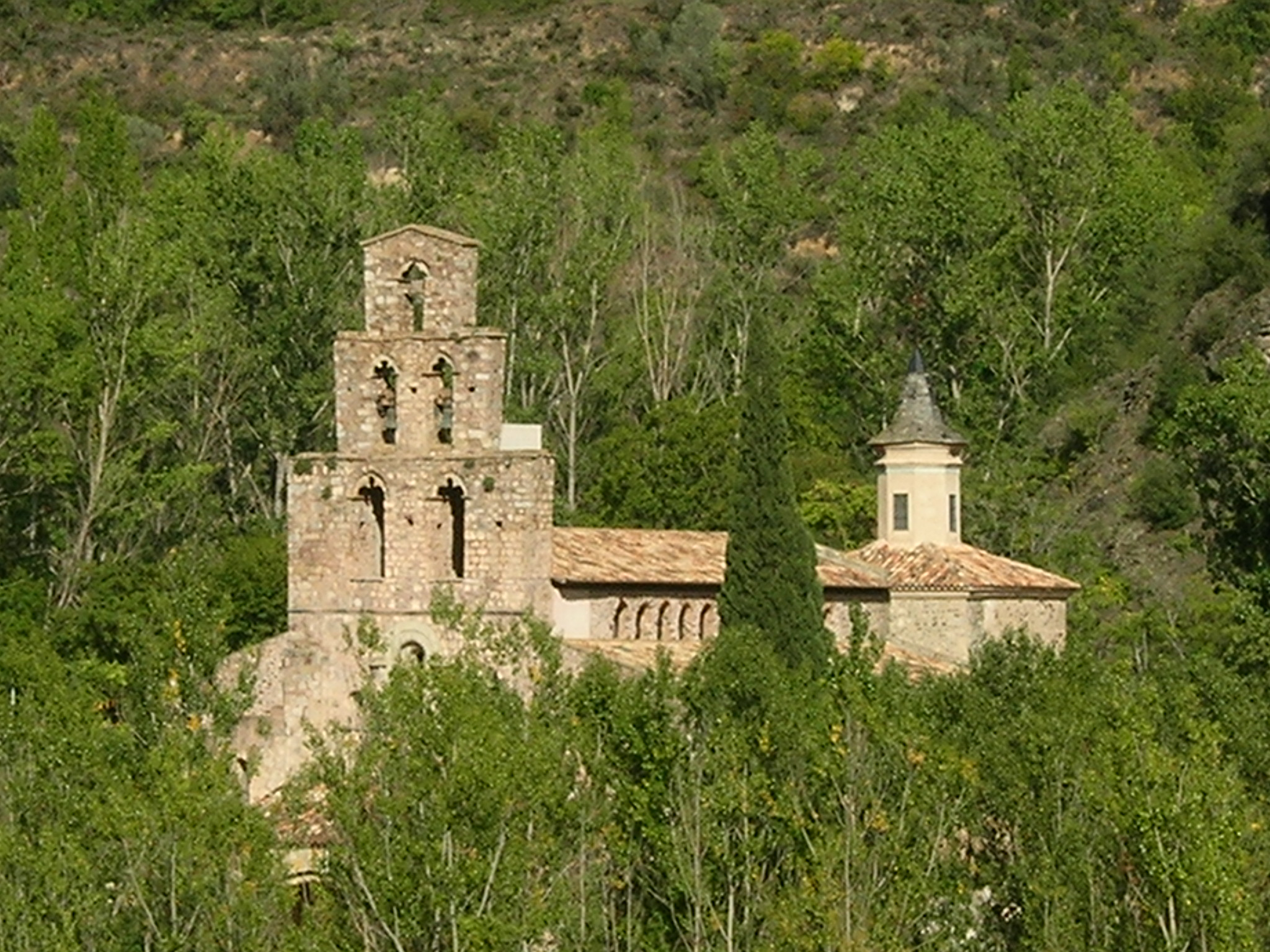
Santa Maria de Gerri, Restauració de Ramon Maria Puig Andreu (1983-2002)

Estudià arquitectura a l'Escola Tècnica Superior d'Arquitectura de Barcelona depenent de la Universitat Politècnica de Catalunya (UPC). Durant els anys de carrera treballa al despatx Correa-Milà. Es llicencia el 1964. I fins al 1975 treballa amb Lauri Sabater i Lluís Domènech, sota el nom d'Estudi SDP. Després, de 1975 a 1981, exerceix com a professor de projectes de l'Escola Tècnica Superior d'Arquitectura de Barcelona. I, posteriorment, s'associa amb Carles Sáez entre 1988 i 1997. Ja des de 1974 és membre de la Comissió Provincial d'Urbanisme de Lleida. També ho és de la Comissió Provincial de Patrimoni a Lleida entre 1982 i 1987. El 1985 fou guardonat amb el Premio Nacional de Urbanismo. I el 1991 publicà el llibre Casas de montaña : Pirineos (Ed. G. Gili) ISBN 8425214831.

## Obra seleccionada
Entre les seves obres podem trobar:
- Cafeteria Ateneu, Tàrrega (1965-1966)
- Sis habitatges en una colònia agrícola, Gimenells (1965-1968)
- Residència de les Germanetes dels Pobres, Lleida (1965-1968)
- Locals parroquials de Santa Maria Magdalena, Lleida (1966-1970)
- Primer Pla Parcial del Canyeret, Lleida (1967)
- Botiga Domingo's, Lleida (1969-1970)
- Botiga Santacreu, Lleida (1970-1971)
- 88 apartaments Club Ronda, Lleida (1970-1974)
- Llotja Hortofructícola Mercolleida, Lleida (1971-1972)
- Casa Doctor Bages, Palafrugell (1971-1975)
- Club Tennis Lleida, Lleida (1972-1974)
- Banc Condal, Lleida (1972-1974)
- 21 habitatges al Carrer Cristòfol de Boleda, Lleida (1974-1977)
- Segon pla parcial del Canyeret, Lleida (1975)
- Cases Argany i Puigdevall, Sant Jordi d'Alfama (1975-1977)
- Casa Laveda, Lleida (1975-1978)
- 63 apartaments al Passeig de Ronda- Carrer Vallcalent, Lleida (1976-1980)
- 56 habitatges de protecció oficial a La Bordeta, Lleida (1972-1980)
- 12 habitatges al Carrer Doctor Nadal Meroles, Lleida (1978-1980)
- Rehabilitació de quatre habitatges, Vilanova de Meià (1978-1980)
- 39 habitatges al Carrer Cristòfol de Boleda-Carrer Alcalde Pujol, Lleida (1978-1984)
- Casa Hedo, Sant Jordi d'Alfama (1979-1981)
- Casa Soler, Lleida (1979-1981)
- 14 habitatges al Carrer Pica d'Estats, Lleida (1998-1982)
- Casa Rocamora, Benavent de Lleida (1980-1983)
- Reforma de l'Ajuntament d'Arbeca (1981-1986)
- Pla Especial del Centre Històric i tercer Pla Parcial del Canyeret, Lleida (1982)
- 24 habitatges de protecció oficial al Carrer Gairoles, Lleida (1982-1987)
- Restauració del conjunt Castell i Església de Mur (1982-2002)
- Restauració de Santa Maria de Gerri, Gerri de la Sal (1983-2002)
- Seu del Rectorat i Facultats de la Universitat de Lleida, Lleida (1983-1993)
- Plaça del Toll, Arbeca (1985-1986)
- Museu Comarcal de l'Urgell, Tàrrega (1985-1994)
- Llars infantils Lleida (1986-1988)
- INS Torrevicens Lleida (1986-1991)
- Centre d'Assistència Primària de Pardinyes, Lleida (1991-1987)
- Casa Graells I, Casa Graells II, Tàrrega (1987-1991, 1995-1997)
- Plaça de la Vila La Granadella (1988-1991)
- Casa Mauri, La Portella (1989-1991)
- Entorn de la capçalera de l'església de Tremp (1989-1994)
- Edifici administratiu, Lleida (1992)
- Casa Juvillà, Lleida (1994-1995)
- Escola de Treball Social de la Creu Roja, Lleida (1990-1992)
- Casa Nogués a Bellaterra, Cerdanyola del Vallès (1990-1992)
- Pla Especial del Turó de la Seu Vella, Lleida (1993)
- Rehabilitació Molí Vell, Vilanova de Meià (1994-2001)
- Pla Especial Campus Universitari de Cappont, Lleida (1995-1997)
- Casa Xam-mar, Lleida (1995-1997)
- Seinsa, Lleida (1996-1998)
- Muralles Sector Baix al Turó de la Seu Vella, Lleida (1996-1998)
- Nou habitatges al Carrer Gairoles, Lleida (1998-2002)
- Casa Escaler-Corominas, Sant Fost de Campsentelles (1999-2000)